# Station Dedemsvaart
Station Dedemsvaart is een voormalig spoorwegstation in het Nederlandse dorp Dedemsvaart in de provincie Overijssel.

## Geschiedenis

### Stationsgebouw
Het stationsgebouw stamt uit 1865 en het station werd op 1 oktober 1867 geopend. Het station was een Waterstaatstation van de vierde klasse en was een van de vijftien stations die ooit in deze klasse was gebouwd. Het gebouw was ontworpen door de ingenieur Karel Hendrik van Brederode en was bestemd voor minder grote plaatsen. Het gebouw was rechthoekig van aard, het middendeel had een puntgevel en op de eerste verdieping drie gekoppelde rondboogvensters. De gootlijsten en windveren hadden een geschulpte rand.
In 1893 werd het stationsgebouw uitgebreid en was er aan de rechterzijde een vleugel toegevoegd.

### Sluiting
Het station werd op 15 mei 1938 gesloten. Echter, door een schaarste aan brandstof door de Tweede Wereldoorlog werd het station op 10 juni 1940 tijdelijk weer heropend. Na een paar maanden dienst te hebben gedaan, werd het op 24 november van dat jaar nog voorgoed gesloten.

### Na de sluiting
Na de sluiting in 1940 bleef het stationsgebouw nog enkele jaren bestaan. Het was door de Tweede Wereldoorlog echter beschadigd geraakt en verkeerde in slechte staat - overal was het gebouw beschoten en zat het vol met kogelgaten. Vermoedelijk werd in 1952 besloten om het gebouw te slopen.
Op het terrein van het voormalige station staat nu een onderstation en hebben de sporen 2 stel overloopwissels met bediende seinen.

## Ligging
Het station lag bij de voorheen beweegbare spoorbrug over de Dedemsvaart aan de Staatslijn A.
Het spoorwegstation Dedemsvaart SS gaf de reiziger een overstapmogelijkheid naar de tramdienst Zwolle - Ter Apel van de  (DSM), later  (EDS).